# Newtonville (Massachusetts)
Newtonville – wieś położona w stanie Massachusetts w Stanach Zjednoczonych.

## Znane osoby związane z Newtonville
- Stanisław Barańczak – polski literat
- Elisha Gray – inżynier i wynalazca
- Josephine Hull – aktorka, laureatka Oscara
- Willard Rice – hokeista, olimpijczyk
- Kurt Lewin – psycholog
- Warren Huston – baseballista
- Julian Eltinge – aktor (niektóre źródła podają Boston jako miejsce urodzenia)